# Paul David Ronney
Paul David Ronney (Los Angeles, Kalifornia, 1957. május 1. –) amerikai mérnök, tudós, űrhajós.

## Életpálya
1978-ban az University of California-Berkeley keretében szerzett gépészmérnöki oklevelet. 1979-ben a Caltech keretében megerősítette mérnöki diplomáját. 1983-ban a Massachusetts Institute of Technology (MIT) keretében doktorált. 1985-ben megvédte doktori diplomáját. Rendelkezik egy amerikai szabadalommal.
1996 februárjától a Lyndon B. Johnson Űrközpontban részesült űrhajóskiképzésben. Kiképzett űrhajósként tagja volt az STS–83 és STS–94 támogató (tanácsadó, problémamegoldó) csapatának. Űrhajós pályafutását 1997. június 17-én fejezte be.

## Írásai
Több mint 40 folyóiratcikket, több mint 100 előadási anyagot készített, illetve adott elő.

## Tartalék személyzet
- STS–83, a Columbia űrrepülőgép 22. repülésének küldetésfelelőse.
- STS–94, a Columbia űrrepülőgép 23. repülésének küldetésfelelőse.